# Vortex (Kings Island)
Pour les articles homonymes, voir Vortex.
Vortex sont des montagnes russes en métal du parc Kings Island, situé à Mason, en Ohio, aux États-Unis. Elles ont été construites par Arrow Dynamics. À leur ouverture, elles avaient le record du plus grand nombre d'inversions, avec six inversions.

## Historique
Vortex a été construit à l'emplacement de The Bat, des montagnes russes à véhicules suspendus aussi construites par Arrow Dynamics. L'exploitation de The Bat était chère, et elles ont fermé. Des éléments de la structure de The Bat sont encore utilisés pour Vortex, de même que la gare.
Vortex a été construit à l'occasion du 15e anniversaire du parc. Elles ont battu le record d'inversions, qui était détenu par Viper, à Darien Fun Country. Le record de Vortex a été battu en 1988 par Shockwave, à Six Flags Great America.

## Parcours

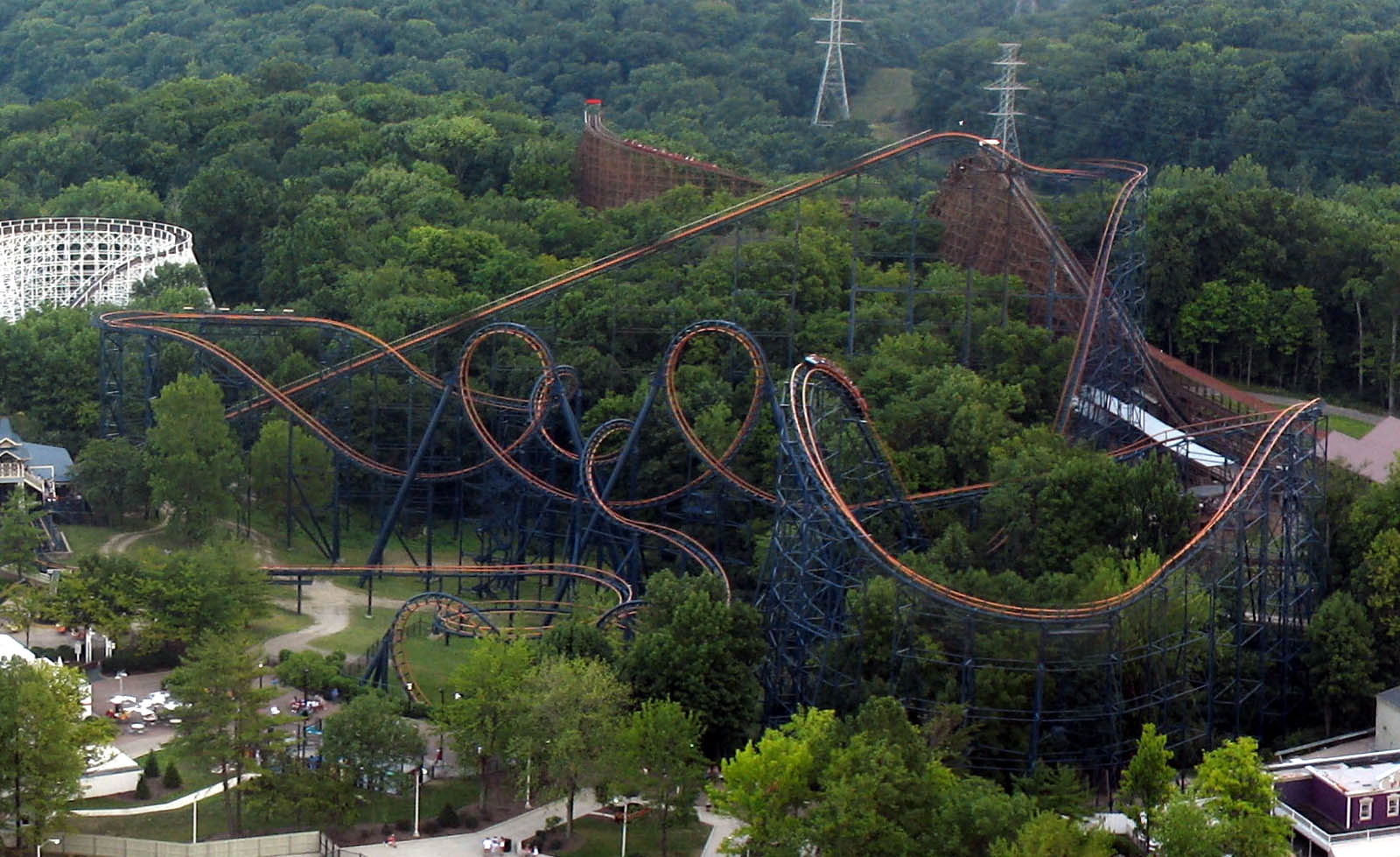
Vue d'ensemble du parcours.

Après être sorti de la gare, le train descend un peu et fait un virage à droite avant de monter lentement le lift hill. Arrivé en haut, le train fait un virage à droite et fait la descente de 42,1 mètres inclinée à 55 degrés. Après la montée et un virage à gauche, le train fait les deux looping verticaux à la suite. Après les freins de mi-parcours, il fait le double tire-bouchon, puis un virage à droite et un batwing. Après une hélice de 450 degrés vers la gauche, le train arrive aux freins finaux et à la gare.

## Éléments de parcours
- Deux looping verticaux
- Un double tire-bouchon
- Un batwing (deux inversions)